# Tocoyena longiflora
Espèce
Synonymes
selon GBIF :
- Ucriana speciosa Willd.[1]

Tocoyena longiflora est une  espèce d'arbuste néotropical, appartenant à la famille des Rubiaceae. Il s'agit de l'espèce type du genre Tocoyena Aubl..

## Description
Tocoyena longiflora est un arbuste atteignant 3,5 m de haut, avec une tige de 2 cm de diamètre.
Les stipules sont triangulaires, longues d'environ 1 cm.
La feuille a un pétiole long de 15-30 mm, et une limbe glabre, de forme oblancéolée, mesurant environ 40 × 15 cm.
Les inflorescences sont terminales, comportant environ 11 fleurs.
La fleur a un calice long d'environ 10 mm, avec des lobes longs d'environ 2,5 mm.
Le tube de la corolle est glabre, long d'environ 30 cm, de couleur jaune pour sa moitié inférieure, et blanche pour la moitié supérieure, avec des lobes blancs, longs d'environ 1 cm.
Les fruits sont glabres.

## Répartition
On rencontre Tocoyena longiflora de la Guyane au nord-est du Brésil (Pará, Maranhão).

## Classification
La phylogénie de Tocoyena longiflora a été étudiée,.

## Écologie
Il fleurit en Guyane en juin (floraison nocturne), et fructifie en août-septembre dans les forêts de terre ferme, et sur les affleurements rocheux de savane.
Son pollen a été étudié

## Usages
Tocoyena longiflora contiendrait des alcaloïdes émétiques comme l'Emetine,.

## Protologue

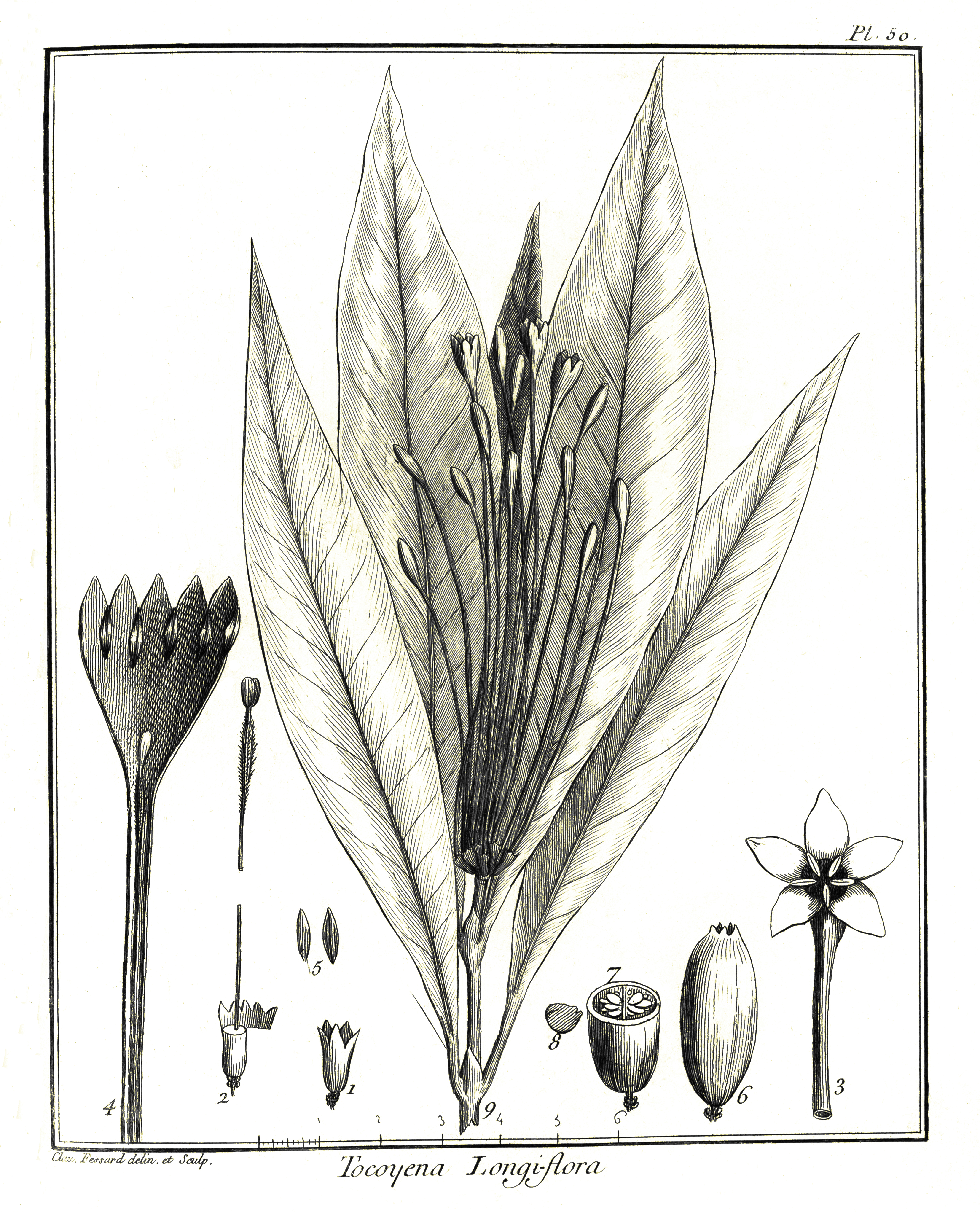
Tocoyena longiflora par Aublet (1775) :
Planche 50 - 1. calice. - 2. Calice coupe & ouvert. Ovaire. Portion du Style. Stigmate. - 3. Corolle épanouie. Étamines. - 4. Corolle ouverte. Étamine. Portion du ſtyle. Stigmate. - 5. Étamines ſéparées. - 6. Baie. - 7. Baie coupée en travers. - 8. Graines. - 9. Stipules.

En 1775, le botaniste Aublet en a proposé le protologue suivant : 

« 1. TOCOYENA longiflora. (TABULA 50.)
Planta caule recto, ſimplici, tetragono, tripedali. Folia oppoſita, longa, lanceolata, acuta, integerrima, petiolata. Stipulæ bilobæ, lobis oppoſitis, acutis, amplexicaules, adnexæ. Flores verticiliati, terminales 5 verticillis quadri vel ſex-floris, ſeſſilibus. Flores utrinquè bini aut terni oppoſiti ; ab utroquè latere ſtipula ſubrotunda, acuta.
Flores expanſi ſuavem odorem exhalant.
Florebat ſructumque ferebat Auguſto.
Habitat in ſylvis ptope Aroura.

LA TOCOYENNE à fleur longue. (Planche 50.)
Cette plante pouſſe une ſeule tige couverte d'une peau verdâtre, ſous laquelle eſt une couche ligneuſe, mince, qui renferme une ſubſtance moëlleuſe. Cette tige a environ trois pieds de hauteur ; elle eſt de la groſſeur du petit doigt, & a quatre angles obtus. 
Les feuilles ſont vertes, molles, deux à deux, oppoſées, diſpoſées en croix. Leur longueur eſt d'un pied trois pouces. Elles ſont étroites par le bas, terminées en pointe par le haut, & partagées dans leur milieu par une côte très ſaillante en deſſous, qui jette dans toute leur longueur, des nervures latérales qui vont ſe terminer au bord de la feuille. À l'inſertion des pédicules des feuilles, eſt placée, ſur chaque face, une stipule large à ſa baſe, charnue & pointue qui embraſſe la tige, & fait corps avec le pédicule des feuilles.
Les fleurs naiſſent au nombre de quatorze, au ſommet de la tige, elles ſont diſpoſées comme les feuilles, c'eſt-à-dire oppoſées les unes aux autres, & ſéparées par une stipule intermédiaire ; elles ſont par paquets de deux fleurs oppoſées à deux autres, & de trois fleurs oppoſées de même. Tous ces paquets ſont rapprochés & ramaſſés en manière de tête. Chaque fleur eſt ſeſſile, entre deux petites écailles.
Le calice qui renferme l'ovaire a quatre lignes de longueur & deux lignes de diamètre. Il eſt, à ſon ſommet, partagé en cinq dentelures.
La corolle eſt un tube jaunâtre, de la groſſeur d'une plume à écrire, long de neuf pouces & demi, renflé vers le bout ſupérieur, ou il ſe diviſe en cinq lobes égaux, aigus & blancs, qui s'épanouiffent en forme de roſette.
Les étamines ſont au nombre de cinq, placées entre les diviſions de la corolle. Leur filet eſt très court, & 1'anthère, eſt attachée par fon dos à ſa partie inférieure : les anthères ſont pointues par leurs bouts, & chacune eſt à deux loges ſéparées par un ſillon.
Le piſtil eſt un ovaire renfermé dans la partie poſtérieure du calice, avec laquelle il fait corps. Il eſt couronné d'un diſque charnu, du centre duquel s'élève un style grêle, blanc, de la longueur du tube de la corolle qu'il enfile ; il eſt chargé de poils, & il groſſit lorſqu'il atteint le renflement du tube de la corolle: il ſe termine par un stigmate large, un peu comprimé, partagé en deux lèvres, & marqué à chaque côté de cinq canelures.
L'ovaire devient un fruit liſſe, un peu charnu, oblong, de la groſſeur du pouce, & couronné par les pointes du calice qui ſubſiſtent. Il eſt à deux loges ſéparées par une membrane à laquelle ſont attachées des semences arrondies, un peu comprimées, entaſſées les unes ſur les autres, & enveloppées chacune d'une ſubſtance pulpeuſe & viſqueuſe.
Les fleurs ont une odeur très ſuave. J'ai trouvé quelques pieds de cette plante dans le bois d'Aroura, près l'habitation de Madame Bertier. Toutes les feuilles étoient rongées, & percées par les inſectes, & il m'a été impoſſible d'en trouver d'entières ; c'étoit dans le mois d'Août. »

— Fusée-Aublet, 1775.